# Manna (film 2008)
Manna 08 – pełna wersja filmu niezależnego z 2006 roku w reżyserii Huberta Gotkowskiego.
Film powstał w ramach programu Czas na młodych Macieja Ślesickiego i jest pełnometrażową adaptacją wersji offowej będącej wydarzeniem polskiego kina offowego 2006 roku. Zdjęcia kręcono w Międzylesiu na terenie warszawskiej dzielnicy Wawer.

## Opis fabuły
Marcin i Piotrek budzą się w starym polonezie na nieznanej polance. Nie znają się i nie wiedzą, gdzie są. Okazuje się, że codziennie zsyłane im są czerwone karteczki, na których wypisane "Masz jedno życzenie".

## Obsada
- Marcin Kabaj – Marcin
- Filip Rojek – Piotrek
- Natalia Szyguła – Monika